# Santiago Violenta
Santiago Violenta es una película chilena de 2014 escrita por Ernesto Díaz Espinoza y David Vera-Meiggs, dirigida y editada por Ernesto Díaz Espinoza (Kiltro, Mirageman). Es la quinta producción de Díaz con una duración de 92 minutos. Pertenece a los géneros comedia, acción, crimen y el subgénero cine dentro del cine. Su estilo narrativo y visual es un homenaje a la obra de Quentin Tarantino, aunque también toma escenas del trabajo de Sam Peckinpah (1925-1984). Debutó en octubre del 2014 en el Festival Internacional de Cine de Valdivia, donde ganó el Premio del Público a Mejor película chilena (galardón que también obtuvo Mirageman, del mismo director). Se exhibió en cines el 1 de enero de 2015, siendo el primer estreno del cine nacional de aquel año.

## Reparto
- Mauricio Diocares como Broco.
- Matías Oviedo como Mauro.
- Nicolás Saavedra como Noel.
- Shenda Román como Tía Marilyn.
- Juan Alcayaga como Juanito.
- Caterina Jadresic como Isidora.
- Jaime Vadell como Padre de Noel.
- Liliana García como Madre de Isadora.
- Carmen Disa Gutiérrez como Madre de Broco.
- Sofía García

## Sinopsis
Tres amigos se reúnen a pasar la noche en un conocido lugar de Santiago llamado Disco Marilyn, allí se ven envueltos en un robo, todo esto mientras Broco graba las situaciones que recaen sobre ellos para realizar su película: Santiago Violenta.

## Argumento
La cinta aborda la vida de tres amigos en sus treinta años: Víctor Larenas Quiroga alias Brócoli, un cineasta frustrado, Mauricio Fernández Merli alias Mauro, un arquitecto que trabaja en la empresa de su suegro ocupando un puesto poco importante, y José Pablo Medina Albornoz alias Noel, quien vive con su padre, personaje con problemas económicos, y está desempleado. 

### Introducción
La narración abre con una secuencia de acción violenta protagonizada por Broco, Mauro y Noel. Al acabar la primera escena se revela que es una pequeña película titulada Santiago Violenta que Broco está presentando ante un jurado que finalmente rechaza su obra. Durante el mismo día, Broco demuestra su determinación para llevar a cabo el largometraje y habla de esto con Juanito, el conserje del edificio en donde tiene el local de edición.
Más tarde, Junto a Noel visitan a Mauro en su trabajo para luego ir a pasar la noche en un pub llamado Disco Marilyn, donde se presenta a La Tía Marilyn quien, tras haber sido insultada por ellos, los expulsa del local. Una vez en la calle, el trío de amigos es engatusado por unas jóvenes que también salían del pub y las escoltan en su automóvil. En el trayecto se percatan de que otro vehículo, conducido por hombres de traje negro, los está siguiendo. Se da paso a una breve persecución con un tiroteo que involucra a las jóvenes y a los hombres de traje del vehículo anterior. Broco graba la situación y poco después ven cómo una de ellas lanza un bolso al otro lado de un muro antes de que la policía las arrestara. 

### El motel
Posteriormente, Noel junto a su padre tienen una reunión con cierto abogado debido a los problemas económicos que atraviesan. Por ello, recuerda el bolso que fue lanzado e intuye que en él hay una alta suma de dinero que lo podría ayudar. Junta a sus amigos para ir en su búsqueda. Una vez localizado el lugar deben entrar a un motel para encontrar el bolso. Mientras Broco espera en el automóvil, Mauro y Noel se aventuran a pedir una habitación, entran en esta y Noel escapa por una ventana para volver con el bolso. Cuando se dirigen a la salida son interceptados por los encargados del motel al verlos con una valija que no tenían al entrar y los amenazan con armas. Gracias a una mujer que obstruye el camino entre ellos y sus atacantes, pueden huir ilesos. 

### El botín
Una vez en el automóvil, donde esperaba Broco, Mauro abre el bolso para encontrar en su interior una serie de tomos de Condorito de tapa dura, figuras ornamentales, un moái, un indio pícaro y una tarjeta del Hotel Plaza Santiago, ítem que Mauro decide guardar sin informar a sus amigos. Entra la escena de una antigua grabación realizada por Broco en el liceo donde estudió con sus amigos. Los tres comparten mientras ven el vídeo y deciden botar el bolso. Se encaminan a un puente sobre el río Mapocho y lo lanzan a él. Por la mañana, la madre de Broco lo despierta y le informa que en las noticias La Tía Marilyn anunció el robo de un bolso con 200 millones de pesos que utilizaría para pagar a sus empleados y hacer obras de caridad. Noel y Broco van a buscar a Mauro a la iglesia a la que asiste para indicarle la nueva información acerca del botín. Luego, en un almuerzo con sus suegros, Mauro se retira a ver las noticias en donde se entera de que las jóvenes que fueron arrestadas han sido quiénes ejecutaron el robo. La novia de Mauro, Isidora, entra a la habitación y halla la tarjeta del Hotel Plaza Santiago en uno de los bolsillos de su novio, sin embargo, no le da importancia. 

### La breve discusión
Como es recurrente, los tres amigos conversan al tiempo que se intercalan imágenes de un cortometraje creado por Broco. En un diálogo donde se cuestionan si volver o no al motel del comienzo, Mauro se muestra nervioso al decir que La Tía Marilyn es dueña de todo, incluso podría ser dueña del Hotel Plaza Santiago. Noel lo interroga acerca del hotel desembocando en una pelea física. Mauro se va junto a Broco. Enseguida, Noel recibe un llamado indicando que hay un taxi fuera de su casa. Le avisa a su padre y éste se despide de él, largándose para evitar ir a la cárcel por sus conflictos económicos.
Broco le presenta a una pareja la grabación que realizó de su matrimonio y es duramente criticado por ellos. Por otro lado, Mauro escucha una conversación en que su suegro le dice a Isidora que Mauro se cuestiona la relación que tiene con su hija. 

### El atraco
Mauro visita a Noel en son de paz y lleva la tarjeta del Hotel Plaza Santiago. Broco está mirando un cortometraje rodado por él y con los tres amigos de protagonistas en que se lleva a cabo una secuencia de acción. En ese momento sus amigos llegan al edificio y encuentran a Juanito, éste les dice que su amigo está mal. Le piden la llave del local que Broco usa como estudio y entran a visitarlo. Allí, Mauro les revela la tarjeta de la habitación del Hotel Plaza Santiago y propone la teoría de que en aquel lugar están los 200 millones perdidos, para lo que confeccionan un plan: Mauro, en su condición de arquitecto, es el encargado de obtener los planos del hotel. Noel tiene como trabajo conseguir el vehículo para el atraco. Por último, Broco debe vigilar, con su cámara, todo movimiento del hotel. 
Al llegar al hotel, Mauro y Noel entran a él y, con la tarjeta llave, entran a la habitación 413. Dentro sienten un olor nauseabundo. Registran todo el lugar hasta encontrar un cadáver con una maleta en sus piernas. Deciden no tocar nada. Al volver a la van Noel le quita la tarjeta a Mauro y vuelve al hotel. Se oyen unos disparos. Broco, preocupado por su amigo, va al hotel y deja a Mauro, quien intenta huir, pero se arrepiente y decide entrar también. Dentro se desata un tiroteo, Mauro encuentra a Noel con la maleta y herido superficialmente. Lleva a su amigo al vehículo y toma la decisión de escapar del lugar dejando a Broco.

### La Tía Marilyn
Mauro y Noel van a la casa de Broco y encuentran a su madre, ella nota la herida de Noel y, sin mayores sospechas, le dice que lo curará. Mauro llama a Broco, en su lugar, contesta la Tía Marilyn que tiene secuestrado a su amigo en Disco Marilyn. Le da un ultimátum de una hora para devolver el dinero o de otra forma le sacará un ojo a Broco, además se descubre que las figuras que lanzaron al río eran de droga prensada. 
Una vez que han curado a Noel, los dos amigos van al rescate de Broco armados con una pistola real y una falsa. 
En Disco Marilyn ven que Broco ya ha sido torturado. Amenazan a La Tía Marilyn, ella le quita el otro ojo a Broco y se desata la última refriega entre ellos y los guardias de Marilyn. Varios hombres mueren. Broco asesina a La Tía y él aparentemente fallece. 

### Final
Broco despierta, el último acto fue una invención de él, una puesta en escena para La Tía Marilyn y todo ha sido grabado por un secuaz de la Tía. Incluso Juanito estaba en el lugar, disfrazado con peluca y lentes oscuros. Sin embargo, con presteza ella se percata de que el bolso con el dinero no está, el conserje amigo de Broco, Juanito, escapó con él y algunos de los guardias que yacían en el piso estaban realmente muertos a causa del arma de Noel, quien pierde los estribos con Broco por haberlos llevado a tal situación límite. Broco explica que la farsa ha sido para protegerlos, le ofreció a la Tía Marilyn un papel en Santiago Violenta convenciéndola de que el largometraje se podría vender a una alta suma de dinero. La Tía Marilyn, no obstante, quiere arrebatarles la grabación para venderla ella misma, volviendo a acorralar al trío de amigos. Ambos bandos se apuntan con las armas y presionan los gatillos para caer en cuenta de que ninguna tiene balas. Finalmente, Broco aprovecha el caos de la situación para abrir un extintor, crear una cortina de humo rescatar la cámara y huir con sus amigos. Con el contenido grabado, Broco será capaz de completar su película Santiago Violenta.

## Análisis del lenguaje cinematográfico

### Banda sonora
Claudio Rocco (o simplemente Rocco), estuvo a cargo de la composición en la que toma sonidos representativos de la música cinematográfica creada para el western y el cine negro. 
También se suman las canciones Éramos todos felices interpretada por Teleradio Donoso, ¿Quién mató a Marilyn? de Los Prisioneros, Doom de Dr. Vena y Notte in Bovisa de Calibro 35.

### Fotografía
Se compone mayormente por tonalidades frías, donde el azul y el verde predominan en las escenas nocturnas, mientras que durante el día tienden a ser blancas. Su paleta de colores coincide con la temática criminal y los tintes violentos que maneja el guion.

### Planos y montaje
La cinta adopta un ritmo acelerado al utilizar planos de corta duración que con regularidad se intercalan con las películas rodadas por el personaje de Mauricio Diocares(Broco). Su director usa el plano cenital, el plano picado y contrapicado, un recurso ampliamente utilizado por Quentin Tarantino a quien Ernesto Díaz Espinoza homenajea en su largometraje.
El ritmo cambia cuando se lleva a cabo el plano secuencia que se extiende desde el minuto 57:47 hasta el minuto 1:05:18 (valores que pueden variar según la versión), contando con un total de 10 minutos y 31 segundos de escena sin cortes. La aplicación de esta técnica mueve a la atmósfera a un lugar de tensión narrativa en que la cámara sigue a los protagonistas y sus angustias dentro del Hotel Plaza Santiago en un recorrido ininterrumpido usando como punto de referencia a la van desde donde el plano inicia y termina. La coreografía visual se ejecuta con múltiples actores secundarios en la transición ambiental del Hotel Plaza, acentuada por el sonido del entorno. Este método ha sido poco o nada explorado por el cine en Chile, debido a su dificultad,
El montaje posee una coherencia de planos orgánica que se mantiene desde el principio hasta la culminación. En numerosas ocasiones se utiliza el metalenguaje al insertar los cortometrajes de acción y crimen rodados por el personaje de Broco e intercalarlos con la acción real, volviendo al cine dentro del cine un leitmotiv en la cinta.

## Guion
La narrativa argumental tiene una forma lineal que toma la perspectiva de sus personajes principales para contar la historia. Los diálogos acuden a chilenismos sin saturar al lenguaje. Si bien los referentes de Ernesto Díaz se remontan al cine de crimen italiano y norteamericano, el guion otorga una visión sobre la sociedad chilena sin despojarla de sus costumbres.

## Producción
La peripecia técnica del plano secuencia, sumado a otros elementos de la filmación, hizo que el rodaje y la postproducción llevarán bastante tiempo. Ernesto Díaz reveló en una entrevista para CNN CHile que la elaboración de la cinta comenzó en 2011 y se extendió aproximadamente cuatro años. También conviene en que lo más complejo de este trabajo fue la realización de la secuencia de más de diez minutos.

## Recepción
A pesar no contar con un estreno masivo, Santiago Violenta cosechó buenas críticas por parte de la prensa y el público en general.

## Premiaciones
Festival Internacional de Cine de Valdivia
| Año  | Categoría                                      | Resultado |
| ---- | ---------------------------------------------- | --------- |
| 2014 | Mejor Película Chilena                         | Candidata |
| 2014 | Premio del Público a la Mejor Película Chilena | Ganadora  |